# تانيا شميد
تانيا شميد (بالسلوفينية: Tanja Šmid)‏ هي سباحة سلوفينية في الأولمبياد الصيفي 2012 تصدرت 200 متر للنساء في المركز الثالث والثلاثين.

## روابط خارجية
- تانيا شميد على موقع الاتحاد الدولي للسباحة (الإنجليزية)
- تانيا شميد على موقع SwimRankings.net (الإنجليزية)
- تانيا شميد على موقع اللجنة الأولمبية الدولية (الإنجليزية)
- تانيا شميد على موقع أوليمبيديا (الإنجليزية)